# Honda F23A
Honda F23A — чотирициліндровий рядний бензиновий інжекторний двигун внутрішнього згоряння виробництва компанії Хонда. Випускався в декількох модифікаціях для Європейського, Північноамериканського, Японського та Китайського ринків. Оснащений системою VTEC з одним розподільним валом, VTEC функціонує на впускних клапанах. (SOHC)
Діаметр поршня: 86 мм, Хід поршня: 97 мм. Об'єм: 2253 куб. сантиметрів.
Встановлювався на: 

Honda Accord
Має 160  кінських сил